# Gujana na Letnich Igrzyskach Olimpijskich 2004
Gujanę na Letnich Igrzyskach Olimpijskich 2004 reprezentowało 4 sportowców.

## Skład kadry

### Lekkoatletyka

#### Konkurencje biegowe

##### Kobiety
| Zawodnik       | Konkurencja | Eliminacje | Eliminacje | Półfinał | Półfinał | Finał | Finał   | Źródło |
| Zawodnik       | Konkurencja | Czas       | Pozycja    | Czas     | Pozycja  | Czas  | Pozycja | Źródło |
| -------------- | ----------- | ---------- | ---------- | -------- | -------- | ----- | ------- | ------ |
| Aliann Pompey  | 400 m       | 51.33      | 4. (q)     | 51.61    | 5        | NQ    | NQ      | [ 1 ]  |
| Marian Burnett | 800 m       | 2:02.12    | 4. (q)     | 2:02.21  | 7.       | NQ    | NQ      | [ 2 ]  |

### Pływanie

#### Mężczyźni
| Zawodnik          | Konkurencja           | Eliminacje | Eliminacje | Półfinał | Półfinał | Finał | Finał   | Pozycja | Źródło |
| Zawodnik          | Konkurencja           | Czas       | Pozycja    | Czas     | Pozycja  | Czas  | Pozycja | Pozycja | Źródło |
| ----------------- | --------------------- | ---------- | ---------- | -------- | -------- | ----- | ------- | ------- | ------ |
| Onan Orlando Thom | 100 m stylem dowolnym | 55.24      | 6.         | NQ       | NQ       | NQ    | NQ      | 59.     | [ 3 ]  |

### Podnoszenie ciężarów

#### Mężczyźni
| Zawodnik      | Konkurencja | Rwanie | Rwanie  | Podrzut  | Podrzut | Suma     | Suma    | Źródło |
| Zawodnik      | Konkurencja | Wynik  | Pozycja | Wynik    | Pozycja | Wynik    | Pozycja | Źródło |
| ------------- | ----------- | ------ | ------- | -------- | ------- | -------- | ------- | ------ |
| Julian McWatt | do 85 kg    | 125 kg | 18.     | 147,5 kg | 14.     | 272,5 kg | 14.     | [ 4 ]  |